# Diocesi di Severino
La diocesi di Severino (in latino: Dioecesis Severinensis) è una sede soppressa della Chiesa cattolica.

## Storia
In seguito all'attività missionaria condotta a partire dal XIII secolo dagli Ordini mendicanti francescano e domenicano, nei territori dell'odierna Romania si svilupparono diverse comunità cattoliche di rito latino. Questo indusse alla creazione di sedi episcopali, in particolare a sud e ad est dei Carpazi (ossia in Valacchia e in Moldavia), per lo più di durata effimera.
In Valacchia, verso la fine del XIV secolo furono erette due diocesi, quella di Argeș e quella di Severino (l'odierna Drobeta-Turnu Severin), agglomerato urbano dotato di una cittadella fortificata, centro politico di particolare interesse sotto il controllo dei voivodi di Valacchia. La diocesi era suffraganea dell'arcidiocesi di Kalocsa.
La città fu assediata e conquistata dagli Ottomani nel 1524. Questo determinò la fine della diocesi.

## Cronotassi dei vescovi
- Gregorio † (menzionato nel 1382)
- Luca Giovanni, O.F.M. † (prima del 1390 - ? deceduto)
- Francesco, O.F.M. † (menzionato nel 1394)
- Nicola Demetrio † (18 giugno 1399 - ?)
- Giacomo Cavalli † (1412 - ?)
- Dionigi † (? deceduto)
- Domenico † (27 maggio 1437 - ?)
- Stefano, O.S.B. † (2 giugno 1447 - ?)
- Stefano † (20 luglio 1498 - ? deceduto)
- Gregorio † (29 aprile 1500 - ?)
  - Clemente † (12 maggio 1508 - ?) (vescovo titolare ?)